# Crocidura lucina
Crocidura lucina — вид ссавців родини Soricidae. Це ендемік Ефіопії. Природними середовищами існування ссавців є субтропічні або тропічні луки та болота на висоті від 3000 до 4050 м.